# Кобгем (Суррей)
Кобгем (/ˈkɒbəm/) — місто в окрузі Елмбридж, графство Суррей.

## Назва
Назва Кобгем вперше знайдена у Domesday Book 1086 року у транскрипції Covenham, а в XIII столітті є згадки як про Coveham. Пізніше, у XV столітті, трапляються варіанти Cobbeham та Cobeham, сучасна назва «Cobham» — від 1570 року.

## Історія
Від Кобгема 20 миль на південний захід до Лондона. Історично він походить від давньоримського поселення. Кобгем розташований недалеко від колишнього автодрому Бруклендс. Ця близькість забезпечувала економічні зв'язки з автоспортом. З 1933 року і до початку Другої світової війни Railton виробляв автомобілі в Кобгемі. Протягом 1960-х і 1970-х років Huron виробляв автомобілі для перегонів Formula Ford і Formula Atlantic. Invicta Car і Silver Hawk Motors також мали виробничі потужності в цьому місті. Футбольний клуб «Челсі» має свої тренувальні бази в Кобгемі.
Кобгем знаходиться на A307 і сполучається зі станцією London Waterloo через станцію Cobham & Stoke.

## Персоналії
- Малкольм Арбутнот (1877—1967), представник пікторіалізму
- Крістофер Костон (нар. 1946), канадський політик
- Джиллі Каррі (нар. 1963), лижниця у вільному стилі
- Кеннет Макалпайн (1920—2023), автогонщик
- Фред Стедман (1870—1918), гравець у крикет